# Alte Nationalgalerie
L'Alte Nationalgalerie (Antiga Galeria Nacional) és una galeria a l'Illa dels Museus de Berlín que exposa obres d'art del segle xix de la col·lecció de la Fundació Cultural d'Herència Prussiana.

## Història
La Nationalgalerie fou fundada el 1861, després de la donació de 262 pintures del banquer Johann Heinrich Wagener. Primer, la col·lecció es va exposar a l'Akademie der Künste.
L'actual edifici té la forma d'un temple romà; fou dissenyat per Friedrich August Stüler el 1865, segons un esbós del rei Frederic Guillem IV de Prússia. Va ser construïda entre el 1869 i 1876 per Heinrich Strack.
L'edifici va ser severament danyat durant la Segona Guerra Mundial pels bombardaments. Va ser reobert al públic el 1949, però la reconstrucció completa va trigar fins a 1969.
Entre 1998 i 2001, el museu es va renovar en gran manera. Hi van ser agregats passadissos i sales per a la col·lecció del romanticisme.

## Col·lecció

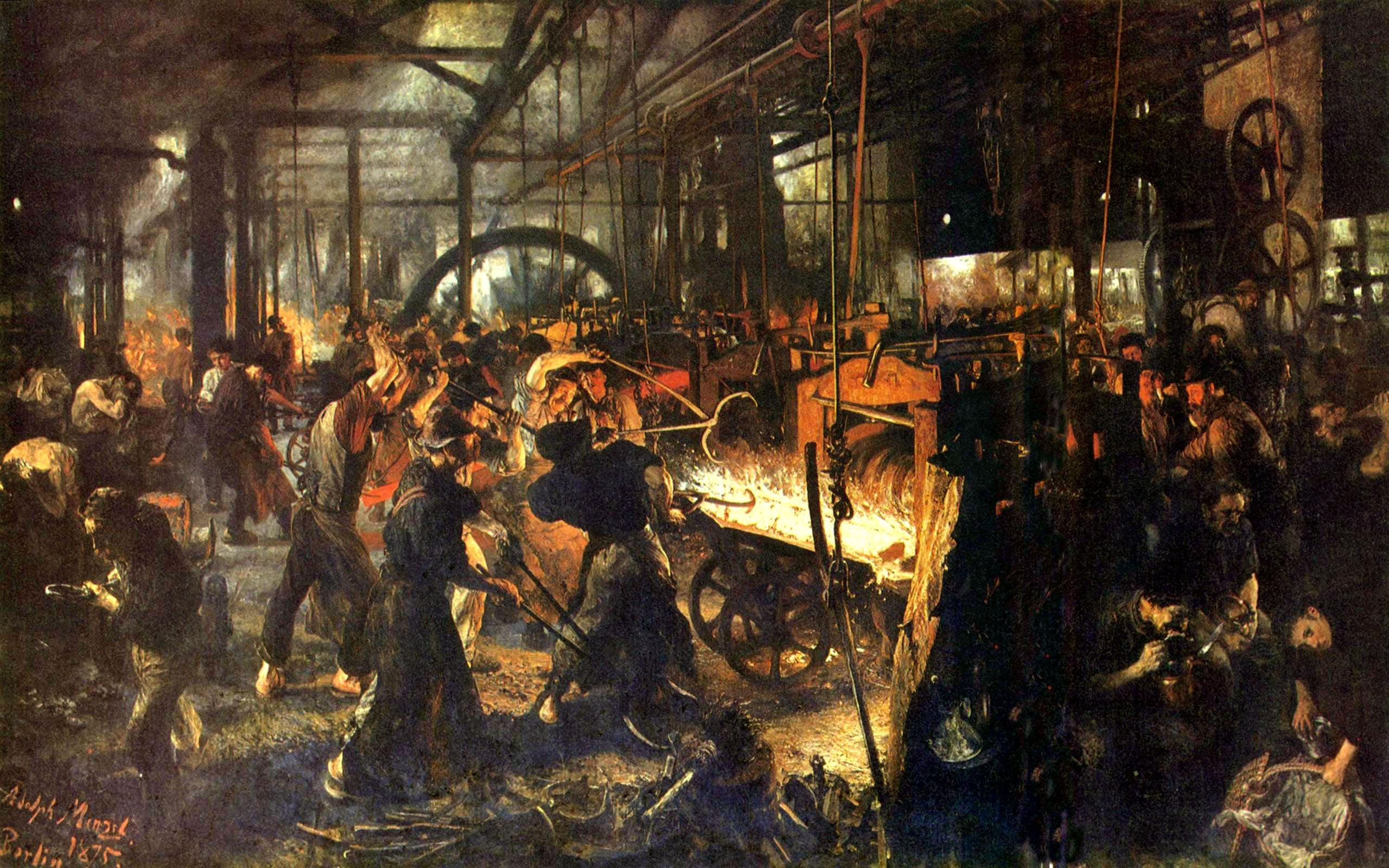
Eisenwalzwerk per Adolph von Menzel

La col·lecció inclou obres del classicisme i romanticisme, amb teles d'artistes com Caspar David Friedrich, Karl Friedrich Schinkel, Carl Blechen, Biedermeier, de l'impressionisme francès (Édouard Manet, Claude Monet) i els primers treballs d'Adolph von Menzel, Max Liebermann i Lovis Corinth.
Les exposicions més importants són: de Friedrich, Mönch am Meer, de Menzel, Eisenwalzwerk i de l'escultor Johann Gottfried Schadow, Prinzessinnengruppe, una doble estàtua de les princeses Louise i Friederike de Prússia.